# La joventut d'una reina
La joventut d'una reina (títol original en alemany: Mädchenjahre einer Königin) és una pel·lícula austríaca dirigida el 1954 per Ernst Marischka. Ha estat doblada al català.

## Argument[2]
Començaments del Segle XIX, Victoria no és llavors més que una noia plena de vida que ignora la pesada tasca que l'afectarà a la mort del seu oncle, el rei d'Anglaterra. L'esdeveniment, a més a més d'afectar-la sentimentalment, trastorna igualment la seva vida quant a les seves noves responsabilitats en les quals no té altra tria que fer-li front. Amb l'ajuda del Primer Ministre aprendrà a convertir-se en la nova reina d'Anglaterra...

## Repartiment
- Romy Schneider: la reina Victoria
- Adrian Hoven: el príncep Albert
- Magda Schneider: la baronessa Lehzen
- Karl Ludwig Diehl: Lord Melbourne
- Christl Mardayn: la duquessa de Kent
- Paul Hörbiger: El Professor Landmann